# Velório da Gata
O Velório da Gata coincide com o inicio das festividades do Enterro da Gata, da Universidade do Minho, Portugal.

## Descrição do ritual
Os Profetas e os Gorkas vão aos locais mais variados, para trazer até Braga o caixão da Gata, com o fim de se realizar mais um velório. São recebidos com um profundo sentimento de tristeza, num ambiente de melancolia, na Estação da CP.
A partir daí começa verdadeiramente o velório, numa procissão que leva o caixão solenemente acompanhado por variadas figuras do Clero, e só aqui acontecem milagres, pois nem os santos se fazem rogados para acompanhar a Gata, tendo na sua presença sublime o Nosso J. C., já para não esquecer a monarquia.
O fim é "apoteótico" numa recepção que é feita na parte antiga da cidade, o Largo da Sé, onde se ouvem os fados em sua homenagem.
A organização está a cabo da Ordem Profética da Universidade do Minho.